# Aoplus defraudator
Aoplus defraudator är en stekelart som först beskrevs av Wesmael 1845.  Aoplus defraudator ingår i släktet Aoplus och familjen brokparasitsteklar. Arten är reproducerande i Sverige. Inga underarter finns listade i Catalogue of Life.